# The Bad and the Beautiful
The Bad and the Beautiful is een Amerikaanse dramafilm uit 1952 onder regie van Vincente Minnelli. Destijds werd de film in Nederland uitgebracht onder de titel Klatergoud.

## Verhaal
De scenarioschrijver James Lee Bartlow, de actrice Georgia Lorrison en de regisseur Fred Amiel krijgen een telefoontje uit Parijs van Jonathan Shields. Ze hebben op dat ogenblik nog geen connectie met elkaar en weigeren hem te woord te staan. Niet veel later worden ze gebeld door de filmproducent Harry Pebbel. Hij smeekt hun om Shields te helpen. Shields is de zoon van een oude filmmaker, die in Hollywood geen aanbiedingen meer krijgt. Shields is vastberaden om door te breken in de filmwereld, maar hij heeft problemen met zijn collega's.

## Rolverdeling
| Acteur         | Personage         |
| -------------- | ----------------- |
| Lana Turner    | Georgia Lorrison  |
| Kirk Douglas   | Jonathan Shields  |
| Walter Pidgeon | Harry Pebbel      |
| Dick Powell    | James Lee Bartlow |
| Barry Sullivan | Fred Amiel        |
| Gloria Grahame | Rosemary          |
| Gilbert Roland | Victor Ribero     |
| Leo G. Carroll | Henry Whitfield   |
| Vanessa Brown  | Kay Amiel         |
| Paul Stewart   | Syd               |
| Sammy White    | Gus               |
| Elaine Stewart | Lila              |
| Ivan Triesault | Von Ellstein      |

## Prijzen en nominaties
| Jaar | Prijs  | Categorie                 | Genomineerde(n)                                              | Uitslag     |
| ---- | ------ | ------------------------- | ------------------------------------------------------------ | ----------- |
| 1952 | Oscars | Beste vrouwelijke bijrol  | Gloria Grahame                                               | Gewonnen    |
| 1952 | Oscars | Beste productieontwerp    | Cedric Gibbons Edward Carfagno Edwin B. Willis Keogh Gleason | Gewonnen    |
| 1952 | Oscars | Beste camerawerk          | Robert Surtees                                               | Gewonnen    |
| 1952 | Oscars | Beste kostuumontwerp      | Helen Rose                                                   | Gewonnen    |
| 1952 | Oscars | Beste aangepaste scenario | Charles Schnee                                               | Gewonnen    |
| 1952 | Oscars | Beste mannelijke hoofdrol | Kirk Douglas                                                 | Genomineerd |